# Ophelia simplex
Ophelia simplex är en ringmaskart som beskrevs av Joseph Leidy 1855. Ophelia simplex ingår i släktet Ophelia och familjen Opheliidae. Inga underarter finns listade i Catalogue of Life.